# Nohra (Bleicherode)
Nohra is een plaats en voormalige gemeente in de Duitse deelstaat Thüringen, en maakt deel uit van de Landkreis Nordhausen.
Nohra telt  inwoners.
De gemeente maakte deel uit van Verwaltungsgemeinschaft Hainleite tot deze op 1 januari 2019 werd opgeheven. Nohra werd daarop opgenomen in de gemeente Bleicherode, evenals de kernen Hünstein, Kinderode, Mörbach en Wollersleben, die deel uitmaakten van de gemeente.

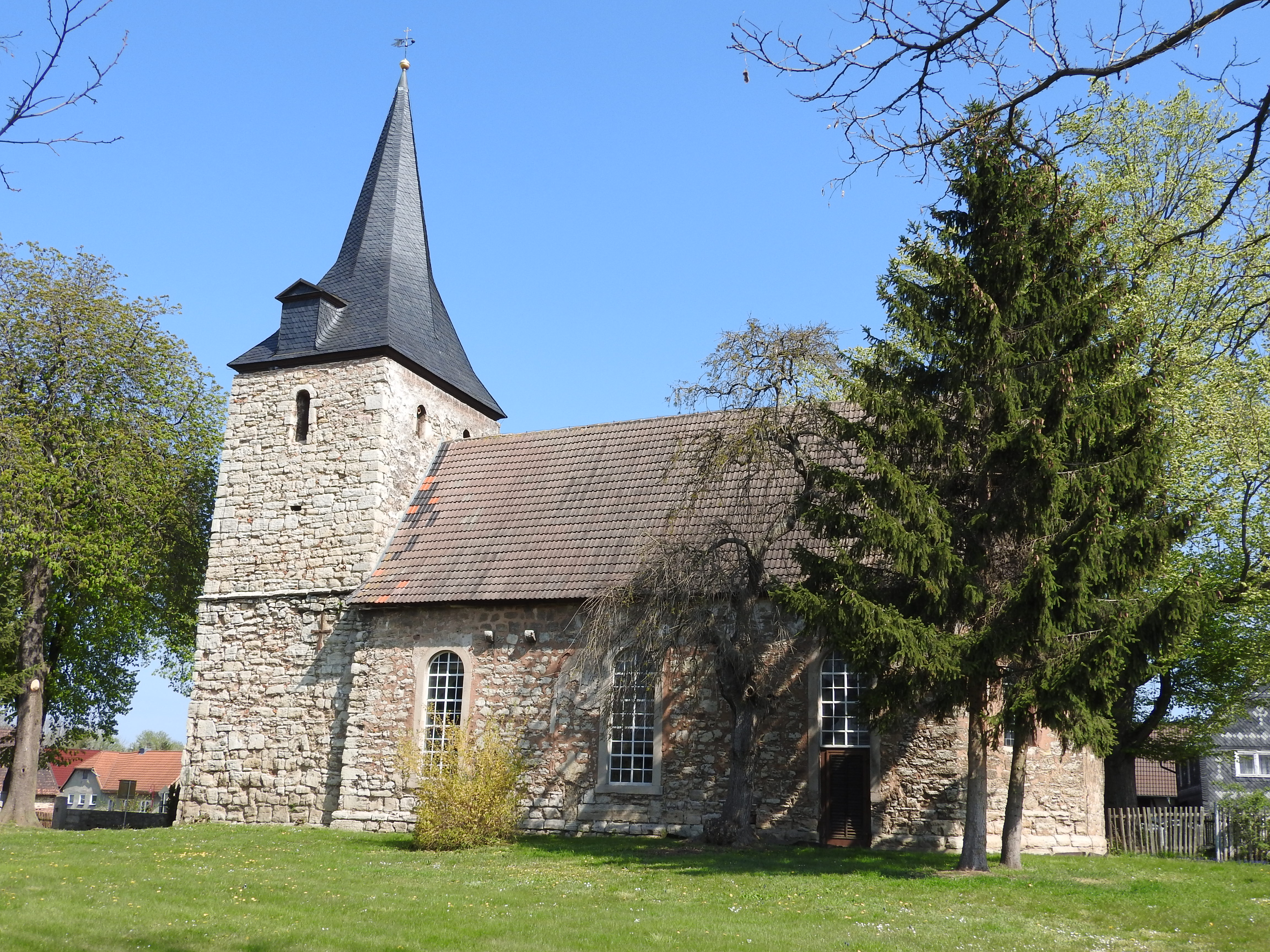
Dorpskerk van Nohra

Bleicherode · Bliedungen · Elende · Etzelsrode · Friedrichsthal · Gratzungen · Hainrode · Helenenhof · Hünstein · Kinderode · Kleinbodungen · Königsthal · Kraja · Mitteldorf · Mörbach · Nohra · Oberdorf · Obergebra · Pustleben · Wernrode · Wipperdorf · Wollersleben · Wolkramshausen